# Číhalka obecná

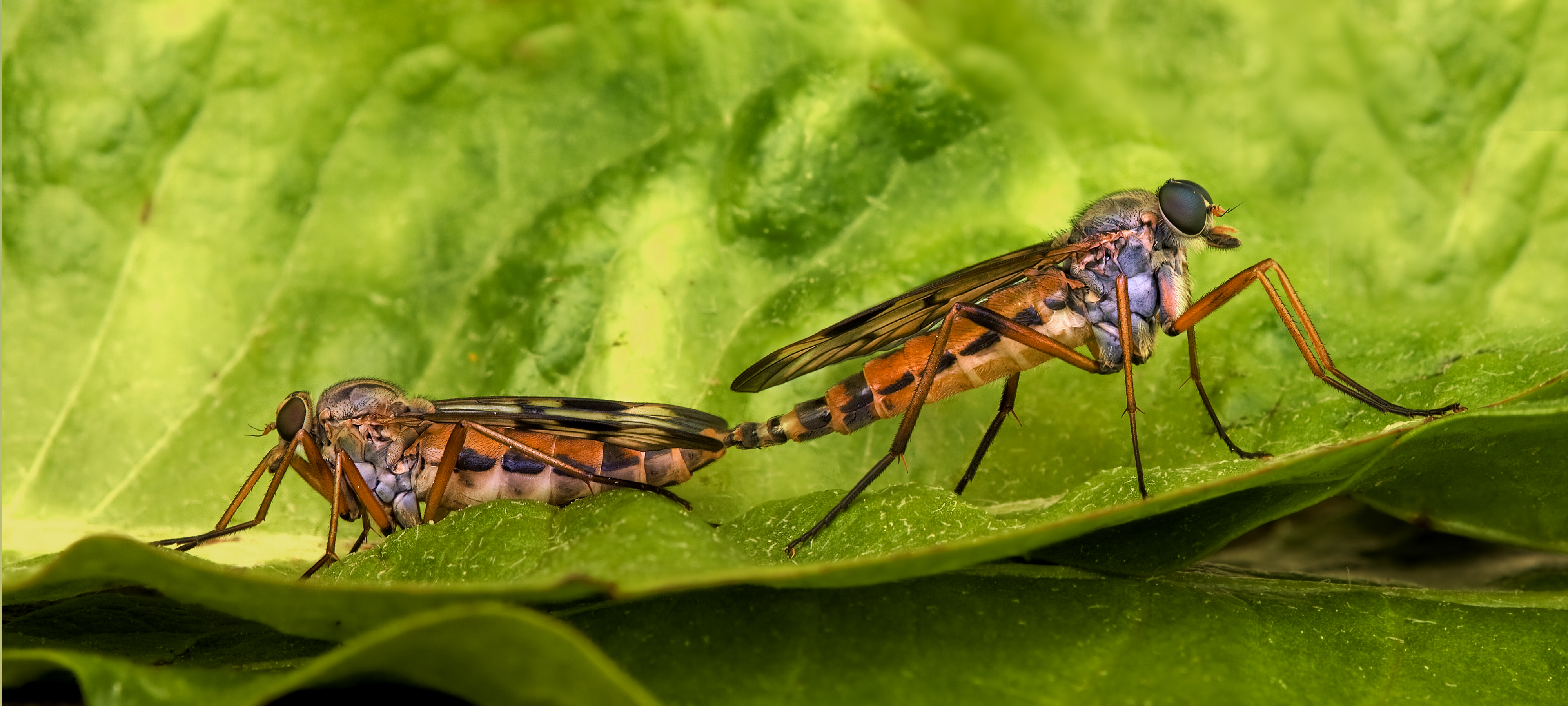
Páření. Vlevo samice, vpravo samec.

Číhalka obecná (Rhagio scolopaceus) je druh hmyzu z čeledi Rhagionidae v řádu dvoukřídlých (Diptera). Vyskytuje se v Evropě a Severní Americe a je běžným druhem v lesích a na jejich okrajích.

## Popis
Číhalka obecná dosahuje délky těla 8 až 14 mm. Tělo je štíhlé, nohy dlouhé. Má krátký, ale silný sosák, který používá k přijímání potravy. Hlava je šedá, oči jsou neochlupené, na zadní straně hlavy jsou viditelné bílé chloupky. Hruď (thorax) je šedá s třemi tmavě šedými podélnými pruhy. Štítek (scutellum) i chitinové desky na bocích jsou šedé s černými krátkými chloupky. Zadeček je červenohnědý se středovými trojúhelníkovými černými skvrnami a černými skvrnami na bocích. Nohy jsou žluté, chodidla spíše hnědá. Křídla mají hnědavé skvrny.

## Výskyt a prostředí
Číhalka obecná se vyskytuje od května do září. Je hojně k vidění v lesích a na jejich okrajích, kde často sedí na kmenech stromů nebo mrtvém dřevě s roztaženýma nohama a zdviženou přední částí těla. Hlava obvykle směřuje dolů. Z této pozice se vrhá na procházející kořist, například na drobné mouchy. Živí se převážně malými druhy hmyzu.

## Vývoj larev
Samice kladou vajíčka jednotlivě na zem, do tlejícího dřeva nebo trusu. Larvy jsou válcovitého tvaru, mají neúplnou hlavovou kapsuli a ústní háky tvořené kusadly a čelistmi. Tělo je opatřeno slabými výrůstky pro pohyb. Larvy žijí na nebo v půdě, mezi mechem, listovým opadem a trusem, ale také pod kůrou stromů. Živí se drobným hmyzem a žížalami. Kukly číhalek se nacházejí v půdě. Přezimování probíhá obvykle ve stádiu larvy.